# Давидов Дмитро Олексійович
Дмитро Олексійович Давидов (рос. Дмитрий Алексеевич Давыдов, нар. 23 січня 1978, Новомосковськ, Дніпропетровська область) — український та російський футболіст, воротар.

## Ігрова кар'єра
Вихованець ДЮСШ-8 (Новомосковськ). У дорослому футболі дебютував 1997 року виступами за друголіговий «Металург» (Новомосковськ), в якому провів два сезони, взявши участь лише у 3 матчах чемпіонату. Влітку 1999 року «Металург» було розформовано, і Давидов на правах вільного агента покинув клуб.
Протягом 2001—2005 років був основним воротарем російського нижчолігового «СКА-Енергія» з Хабаровська, після чого повернувся в Україну, уклавши контракт з першоліговим «Спартаком» (Суми).
З 2007 року по сезону провів у підмосковних друголігових клубах «Зеленоград» та «Луховиці».
На початку 2009 року перейшов в «Рязань», яка в кінці сезону була перетворена на «Зірку», де Давидов і продовжив грати.
У 2011—2013 роках захищав кольори «Спартака» (Тамбов) у Другому дивізіоні чемпіонату Росії. Відіграв за цей клуб 53 матчі в чемпіонаті.